# فرانوفينا (بوسانسكي بتروفاتس)
فرانوفينا (بالبوسنوية: Vranovina)‏ هي قرية في البوسنة والهرسك. وهي تقع على أراضي بلدية بوسانسكي بتروفاتس التابعة لكانتون يونا-سانا في اتحاد البوسنة والهرسك. طبقا لنتائج تعداد البوسنة عام 2013 فقد كان عدد سكانها 62 نسمة.

## التركيبة السكانية

### التطور التاريخي من السكان
| 1961 | 1971 | 1981 | 1991 | 2013 |
| ---- | ---- | ---- | ---- | ---- |
| 613  | 512  | 312  | 274  | 62   |